# イツァーク・パールマン
イツァーク・パールマン（Itzhak Perlman、1945年8月31日 - ）は、イスラエルのテルアビブ生まれのヴァイオリニスト、指揮者、音楽指導者。20世紀後半における最も偉大なヴァイオリニストの一人と評価されており、また知名度においても最も秀でたヴァイオリニストの一人である。演奏においてのみならず、教育者としても高く評価されている。

## 略歴
1945年、イスラエルのテルアビブに生まれる。両親は、ポーランドから移住したユダヤ系の理髪師（実際には修行はしたが理髪師になるのは断念し、近所の人の洗濯物などを請け負っていた）で、ことさら音楽の愛好家ではなかったらしい。3歳の時、ラジオでヴァイオリンの演奏を聴いて感動し、ヴァイオリンに強い憧れを抱く。最初はおもちゃのヴァイオリンを遊び半分で弾いていたが、間もなく正式なレッスンを受けるようになる。しかし、4歳3ヶ月のとき、ポリオ（小児麻痺）にかかり、下半身が不自由になってしまう。それでもヴァイオリニストになる夢をあきらめず、幼少ながらシュミット高等学校でヴァイオリンのレッスンを続ける。その後、アメリカ＝イスラエル文化財団の奨学金を受けて、テル・アヴィヴ音楽院でリヴカ・ゴルトガルトに師事し、10歳で最初のリサイタルを開いた。これを機にイェルサレム放送管弦楽団の演奏会に招かれ、ラジオにも出演する。
テル・アヴィヴ音楽院卒業後の1958年、13歳の時、アメリカの人気番組「エド・サリヴァン・ショー」のタレント・コンクールに応募して栄冠を勝ち取り、翌1959年2月に出演、リムスキー＝コルサコフの「熊蜂の飛行」やヴィエニャフスキの「華麗なるポロネーズ」を弾いて大絶賛を浴びる。
このテレビ出演をきっかけに、アメリカに留まることを決意、アイザック・スターンの強い推薦を得てジュリアード音楽院に入学、名教師イヴァン・ガラミアンとそのアシスタントのドロシー・ディレイのもとで学ぶ。
その後、アメリカでの正式デビューは、1963年3月5日、17歳の時にカーネギー・ホールに於いて弾いたヴィエニャフスキのヴァイオリン協奏曲第1番であった。1964年8月にはレーヴェントリット国際コンクールで優勝する。18歳での優勝は史上最年少であった。その後はアメリカのメジャー・オーケストラから共演依頼が殺到し、アメリカ全土の主要都市でリサイタルを開いて絶賛を浴びる。1965年には7年ぶりに故国イスラエルに帰り歓迎を受ける。1967年から1968年にはヨーロッパの主要都市でデビューを果たし、その評価は国際的なものとなる。初来日は1974年で、その後、度々来日している。
1966年から始めたレコーディングではグラミー賞15回をはじめとしてエミー賞を4回受賞するなど、ほとんどのレコード賞を獲得している。
また、1993年には映画「シンドラーのリスト」の主題をこの映画の為に演奏した。1998年からはジュリアード音楽院の教授として教育活動にも従事している。近年は指揮活動にも取り組み、弾き振りのみならずデトロイト交響楽団の首席客員指揮者を務めるほか、セントルイス交響楽団で音楽顧問を務めている。
1989年には長年の活動を評価され、ジョージ・H・W・ブッシュ大統領から「モデル・オブ・リバティ」、2000年にはクリントン大統領から「ナショナル・モデル・オブ・アーツ」の称号が贈られている。
2009年1月20日のオバマ大統領就任式ではヨーヨーマと演奏した。しかし実際に会場に流された音はリアルタイムのものではなく、事前に録音されたものであったことがわかり、各方面で賛否両論の声が上がっている。
2022年、雑誌誌面にて、最近のポリオの感染流行の復活には強い憤りを感じており、自分がポリオにかかった時代にワクチンがあったら(ポリオワクチンが発表されたのは1955年)接種していただろう、ポリオは苦しい、ポリオワクチンに疑念を抱く人々の話を聞くと腹が立つ、と記している。

## 演奏
レパートリーは極めて広く、協奏曲・ソナタのみならず、フリッツ・クライスラーなどの小品集でも高い評価を受ける。また純粋クラシック音楽以外の分野も手がけ、ユダヤの民族音楽を歌ったものやスコット・ジョプリンのラグタイム集などの演奏等の業績も見られる。

## 楽器
かつてフランスのヴァイオリニストエミール・ソーレが所有していたグァルネリ・デル・ジェスの「ソーレ（Sauret, 1740-1744）」を1986年に得る。
同じ86年、ユーディ・メニューインよりストラディヴァリウスの黄金期に類される1714年製「ソイル（Soil）」を購入。パールマンが23歳の時にメニューインに弾かせてもらい恋に落ちた楽器で「もし手放す気になった時には是非僕に売ってください」とお願いしていた。